# Камовці
Камовці (словен. Kamovci) — поселення в общині Лендава, Помурський регіон, Словенія. Висота над рівнем моря: 166,1 м.